# Олдернийский диалект нормандского языка
Олдернийский диалект нормандского языка — исчезнувший в середине XX века диалект нормандского языка, использовавшийся на острове Олдерни. Одной из причин исчезновения этого диалекта явился приток на Олдерни большого числа рабочих из Великобритании, занятых британским правительством в строительстве гавани и других фортификационных сооружений, впоследствии отменённом, а также присутствие большого британского гарнизона при небольшом населении острова. Также значительное влияние на исчезновение языка оказала эвакуация жителей оккупированного германской армией острова в Британию во время Второй мировой войны. Другой причиной являлось распространение стандартного французского языка в образовании.